# Maurice Barrès
Maurice Barrès (n. 19 august 1862 - d. 5 decembrie 1923) a fost un scriitor și om politic francez. În 1906, Maurice Barrès a fost ales membru în Academia Franceză.

## Opera
- 1888: Sub privirea barbarilor (,,Sous l'œil des barbares");
- 1889: Un om liber (,,Un homme libre");
- 1891: Grădina Berenicei (,,Le Jardin de Bérénice");
- 1894: Despre sânge, voluptate și moarte (,,Du sang, de la volupté, et de la mort");
- 1897: Dezrădăcinații (,,Les Déracinés");
- 1900: Chemarea soldatului (,,L'Appel au soldat");
- 1902: Chipurile lor (,,Leurs figures");
- 1902: Scenele și doctrinele naționalismului (,,Scènes et Doctrines du nationalisme");
- 1905: În slujba Germaniei (,,Au service de l'Allemagne");
- 1909: Colette Baudoche (,,Colette Baudoche");
- 1913: Colina luminată (,,La Colline inspirée");
- 1923: O anchetă pe tărâmul Levantului (,,Une enquête aux pays du Levant");
- 1930 - 1957: Caiete (,,Cahiers").